# Peter von Oldenburg (1868–1924)

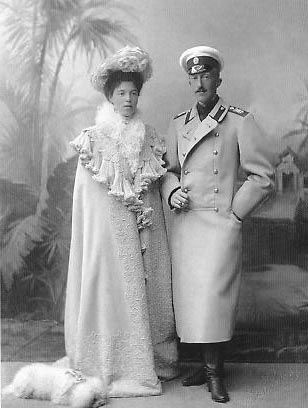
Peter Friedrich Georg von Holstein-Gottorp (rechts) mit seiner Ehefrau, 1901

Peter Friedrich Georg (Petr Alexandrowitsch) von Schleswig-Holstein-Gottorf, Prinz von Oldenburg (* 9. Novemberjul. / 21. November 1868greg. in Sankt Petersburg, Russland; † 11. März 1924 in Biarritz, Frankreich) war ein Adeliger und letzter Vertreter der russischen Nebenlinie des Hauses der Gottorfschen Oldenburger. Er war ein Urenkel des Zaren Nikolaus I. und Schwager von Zar Nikolaus II.

## Leben
Er wurde als Sohn von Alexander von Oldenburg (1844–1932) und Eugenia von Leuchtenberg (1845–1925) geboren, wuchs in Sankt Petersburg auf und studierte dort an der von seinem Großvater Peter gegründeten Rechtshochschule. Wegen gesundheitlicher Probleme trat er erst 1898 seinen Militärdienst beim Preobraschenski Leib-Garderegiment des Zaren an.
1900 begann er, die 18-jährige Großfürstin Olga Alexandrowna Romanowa (1882–1960), die jüngste Tochter des verstorbenen Zaren Alexander III. und jüngere Schwester des amtierenden Zaren Nikolaus II., ins Theater und in die Oper zu begleiten. Bereits im Jahr darauf machte er ihr einen überraschenden Heiratsantrag.
Am 27. Julijul. / 9. August 1901greg. heiratete das Paar in Gattschina. Während der Ehe führte er den Namen Großfürst Petr Alexandrowitsch von Holstein-Gottorp. Vor der Hochzeit trat er zum orthodoxen Glauben über und verzichtete auf seine Thronansprüche im Großherzogtum Oldenburg.
Das Ehepaar richtete sich einen Sommersitz in Gagra am Schwarzen Meer ein. Peter baute einen Palast und baute im Auftrag des Zaren von 1900 bis 1903 gemeinsam mit seinem Vater die Stadt zu einem Elite-Urlaubsort um. Aus staatlichen Mitteln errichtete er ein Hotel im norwegischen Baustil, einen Park und ein Wiener Luxusrestaurant. Gemeinsam mit seiner Frau verlebte er die Sommer in Gagra, organisierte große Feste und Militärparaden. Er pflanzte Palmen, Agaven, Zypressen, Zedern, Magnolien, Zitronen- und Orangenbäume, importierte Papageien und Affen.
Die Ehe wurde am 16. Oktober 1916 mit kaiserlichem Dekret annulliert; im November 1916 heiratete die Großfürstin den Oberst Nikolai Kulikowski. Es wurde als Grund angegeben, dass Peter homosexuell sei und sich für seine Ehefrau nicht interessiere.
Nach der Oktoberrevolution verließ Peter Russland und ging mit seinen Eltern ins französische Exil. 1922 heiratete er in Biarritz in zweiter Ehe Olga Wladimirowna Serebrjakowa, geb. Ratkowa-Roschnowa. Er verstarb dort kaum zwei Jahre später im Alter von 55 Jahren und wurde in der russisch-orthodoxen Kirche in Cannes beigesetzt.

## Auszeichnungen (Auswahl)
- Orden des Heiligen Wladimir 4. Klasse (1897)
- Orden des Heiligen Andreas des Erstberufenen (1897)
- Kaiserlich-Königlicher Orden vom Weißen Adler (1901)
- Russischer Orden der Heiligen Anna 1. Klasse (1901)
- Orden des Heiligen Wladimir 3. Klasse (1908)
- Oldenburgischer Haus- und Verdienstorden des Herzogs Peter Friedrich Ludwig